# Cửa cuốn

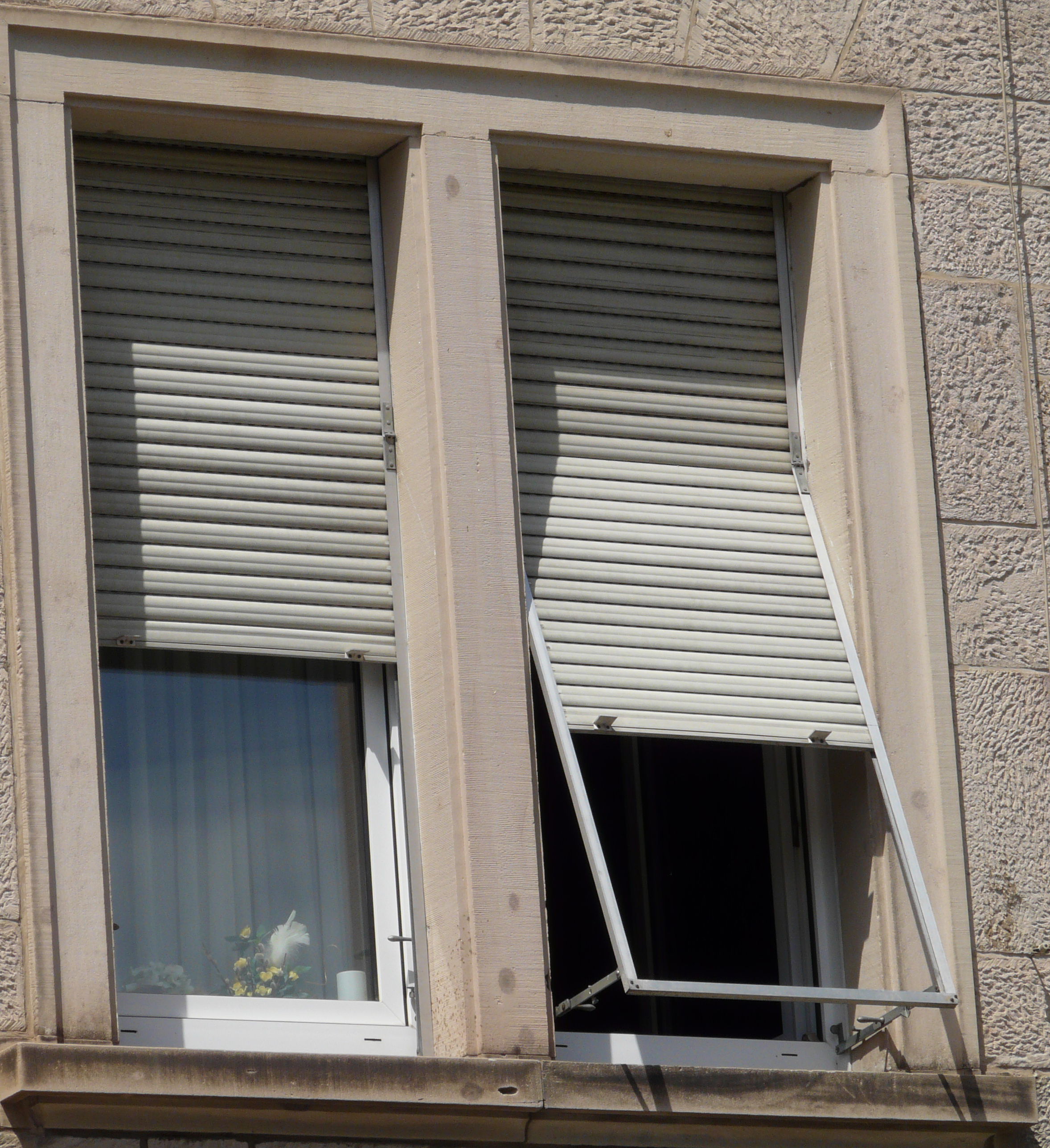
Cửa cuốn lắp trên ô cửa sổ

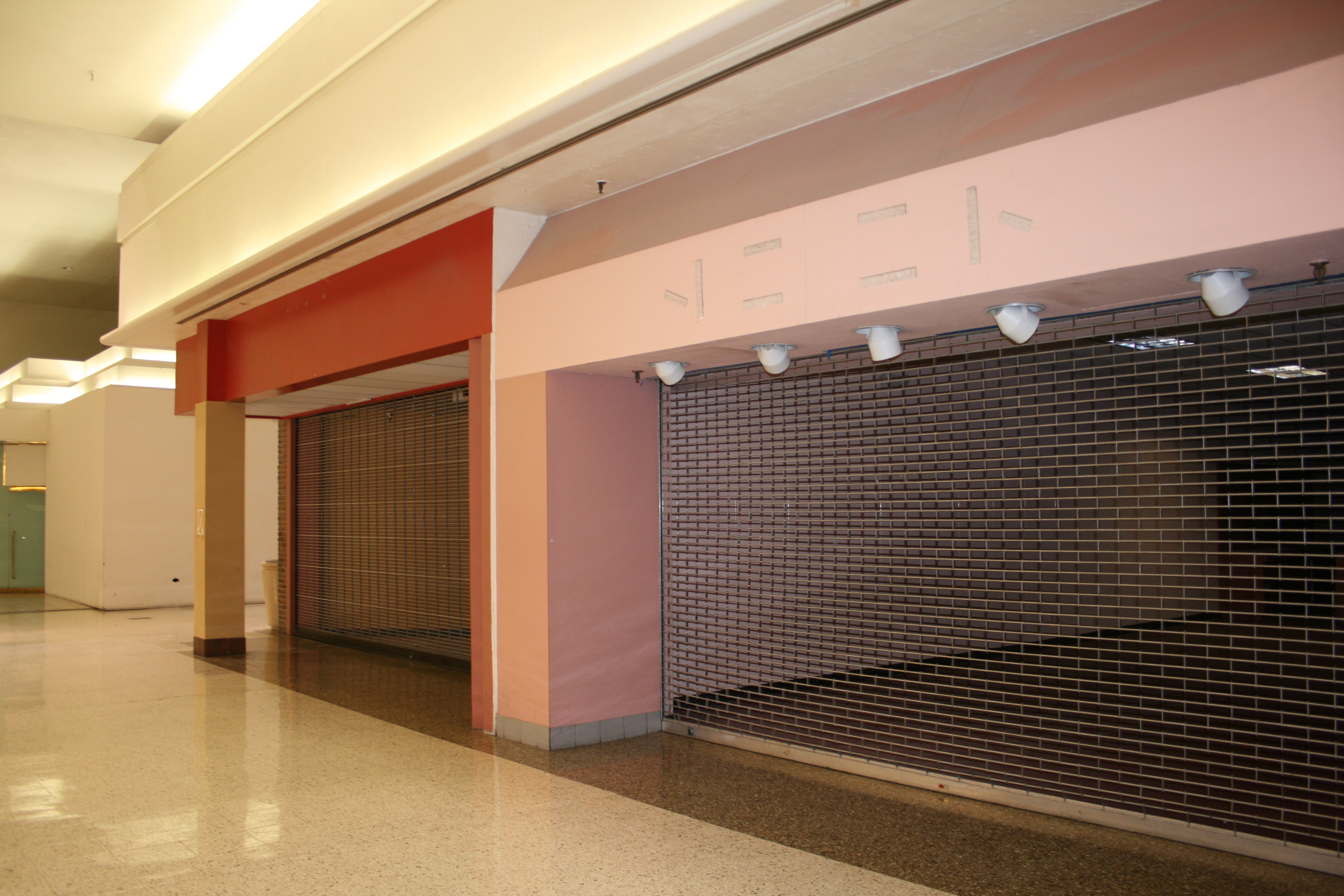
Cửa cuốn trong một khu thương mại

Cửa cuốn là một loại cửa gồm nhiều nan song song nối vào nhau. Cửa cuốn thường được sử dụng lắp đặt tại cửa chính hoặc cửa sổ.

## Cấu tạo
Cửa cuốn được cấu tạo bởi các thành phần chính sau: nan cửa cuốn; mô tơ cửa cuốn (hay còn gọi là động cơ của cửa cuốn); bộ điều khiển cửa cuốn; lưu điện cửa cuốn và một số phụ kiện khác như mặt bích, bát nhựa, ray, trục...
- Nan cửa cuốn là phụ kiện cửa cuốn cấu thành nên hình dáng bên ngoài của cửa.
- Mô tơ cửa cuốn: Là bộ phận chuyển động của cửa cuốn. Mô tơ có khả năng quay theo hai chiều, giúp cửa cuốn cuốn lên trên khi mở cửa hoặc tời xuống dưới khi đóng cửa.
- Bộ điều khiển cửa cuốn: Có chức năng điều khiển cửa cuốn, thông qua một thiết bị được gọi là tay điều khiển cửa cuốn.
- Tay điều khiển cửa cuốn là một thiết bị không dây, điều khiển từ xa. Có tác dụng điều khiển cửa cuốn lên xuống hoặc xuống lên.
- Lưu điện cửa cuốn: Là bộ phận có vai trò tích trữ điện năng tại ắc quy. Lưu điện cửa cuốn sẽ cung cấp điện cho cửa cuốn vận hành khi mất điện.

## Phân loại
Hiện nay tại Việt Nam có hai loại cửa cuốn chính: cửa cuốn khe thoáng và cửa cuốn tấm liền.
- Cửa cuốn khe thoáng được cấu tạo bởi các thanh nan làm bằng hợp kim nhôm gài vào với nhau. Giữa các nan có ô thoáng (khe thoáng).
- Cửa cuốn tấm liền là loại cửa phần lớn được làm bằng thép cán mỏng, liền khối, không có nan như cửa cuốn khe thoáng.
- Cửa cuốn công nghiệp là loại cửa cuốn dùng trong các nhà máy, nhà xưởng khu công nghiệp